# Франкировальная машина

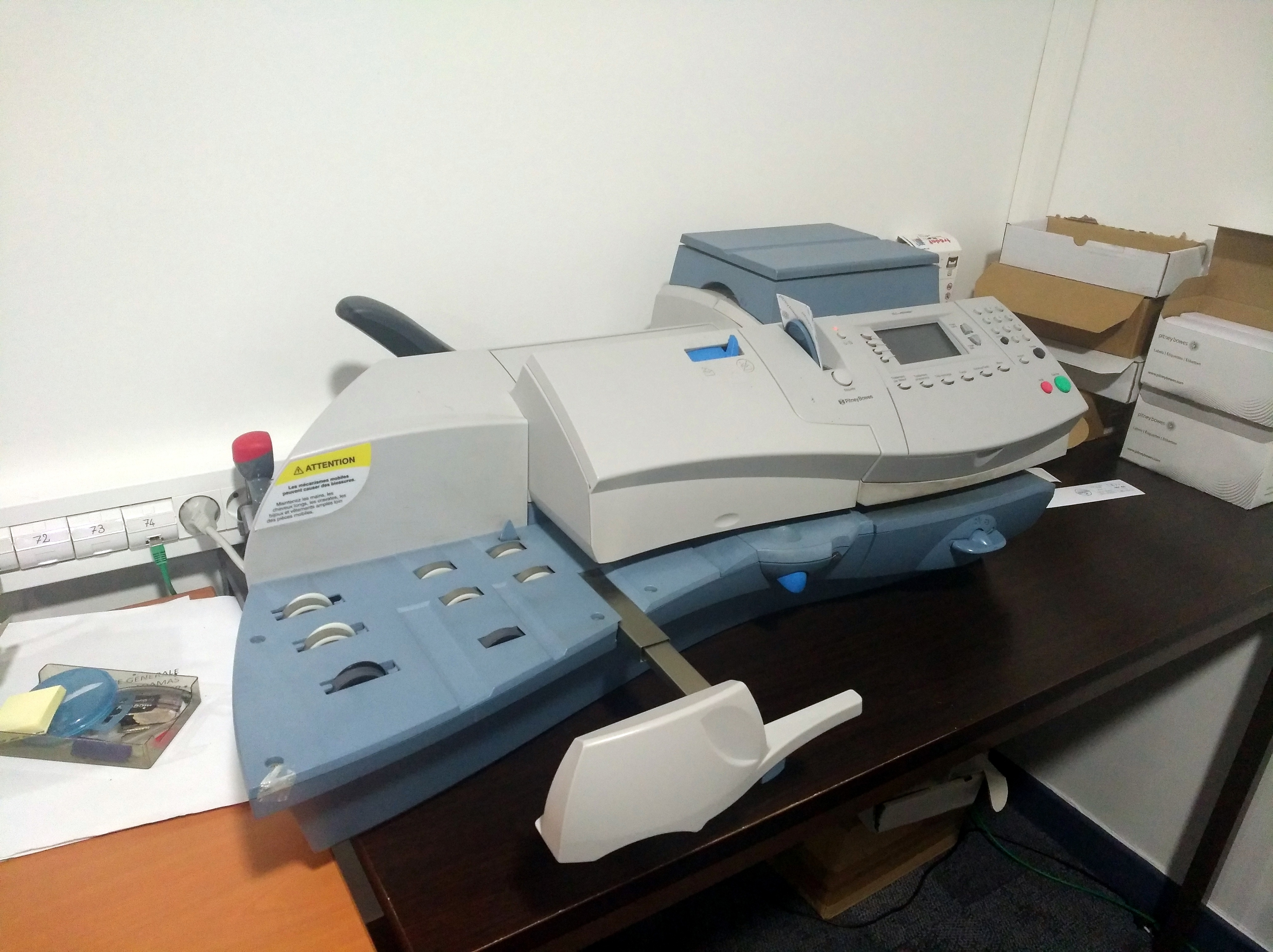
Современная электронная франкировальная машина

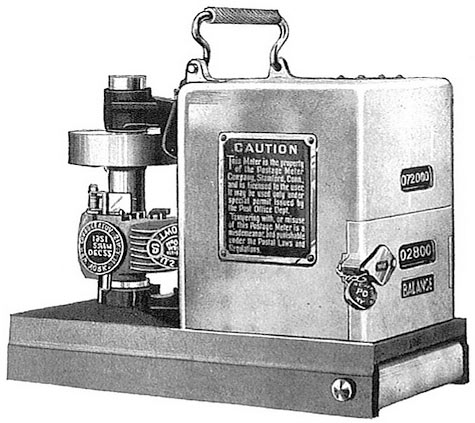
Франкировальная машина компании Pitney Bowes, модель M (1920)

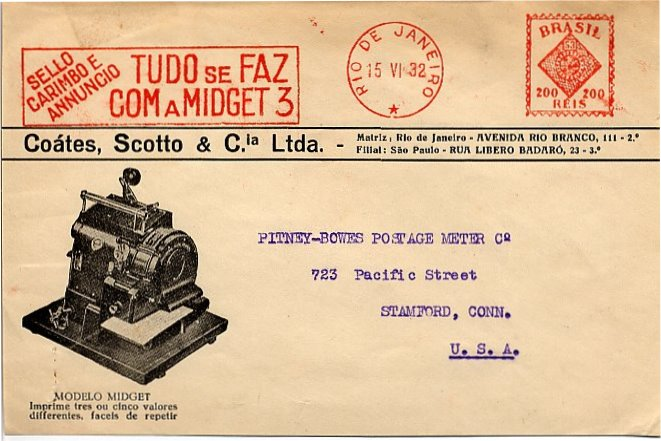
Изображение франкировальной машины компании Pitney Bowes и оттиск франкотипа на конверте письма из Бразилии в адрес компании (1932)

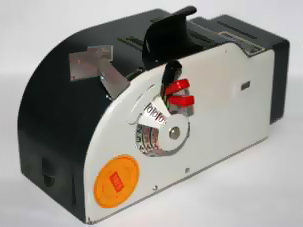
Современная ручная франкировальная машина компании Francotyp Postalia

Франкирова́льная маши́на, или маркирова́льная маши́на, — автоматическое или полуавтоматическое устройство, предназначенное для франкирования почтовой корреспонденции путём нанесения на неё франкотипа и сопутствующих штемпелей. Франкировальные аппараты применяются организациями и предприятиями, если их деятельность требует отправления большого количества корреспонденции, что помогает избавиться от трудоёмкого ручного труда при наклеивании почтовых марок на конверты и облегчает расчёты с почтовым ведомством.

## Описание
Посредством франкировальной машины учреждением-отправителем осуществляется перед отправкой почты проставление на своих почтовых отправлениях (письмах, открытках, бандеролях):
- знака (собственно франкотипа), определяющего величину почтового сбора и заменяющего почтовую марку;
- оттиска календарного штемпеля;
- штемпеля с наименованием и адресом организации-отправителя[1][3].

На наборном механизме маркировального барабана экспедитор организации устанавливает сумму почтового сбора и дату отправления; при этом нумерация отправлений набирается автоматически. Использование франкировальной машины позволяет вести учёт почтовых расходов при осуществлении безналичного расчёта с предприятием связи.
Имеются франкировальные машины, у которых на счётчике кассового механизма выставляется исходная сумма; в этом случае почтовые расходы не суммируются, а вычитаются. При достижении счётчиком нуля франкировальное устройство автоматически выключается.

## История
Франкировальные аппараты стали широко применяться в разных странах с начала 1920-х годов. Довольно быстро они появились и в СССР — с середины 1920-х годов.